# Liste der Filmfestivals in Polen
Die Liste beinhaltet die Namen der Filmfestivals, die in Polen stattfinden. Zudem werden genannt: die Jahreszahl der jeweiligen ersten Festival-Ausgabe, der Ort (die Stadt), in dem sich die jeweilige(n) Festival-Spielstätte(n) befinden, sowie die inhaltliche Spezialisierung des jeweiligen Festivals. Hierbei wird die Bezeichnung international verwendet, wenn es hinsichtlich der Produktionsländer der Filme keine geographische Einschränkung gibt. Die Liste ist aufsteigend nach Gründungsjahren geordnet, ein Farbwechsel in den Reihen markiert einen Wechsel im Jahrzehnt des Gründungsdatums.  
| seit | Name des Filmfestivals                               | Ort                                             | Ausrichtung                                                                               |
| ---- | ---------------------------------------------------- | ----------------------------------------------- | ----------------------------------------------------------------------------------------- |
| 1961 | Krakowski Festiwal Filmowy                           | Krakau                                          | internationale Dokumentar-, Animations- und Kurzfilme                                     |
| 1969 | Ale Kino! International Young Audience Film Festival | Posen                                           | int. Kinder- und Jugendfilme                                                              |
| 1969 | Lubuskie Lato Filmowe                                | Łagów                                           | Spielfilme aus postkommunistischen europäischen Ländern                                   |
| 1973 | Ińskie Lato Filmowe                                  | Ińsko                                           | polnische Filme                                                                           |
| 1974 | Polnisches Filmfestival Gdynia                       | Gdynia                                          | polnische Filme                                                                           |
| 1983 | Dozwolone do 21 (Up to 21)                           | Tarnów (bis 2003: Warschau)                     | int. Filme junger Filmschaffender                                                         |
| 1985 | Internationales Filmfestival Warschau                | Warschau                                        | int. Erst- und Zweitfilme                                                                 |
| 1993 | Camerimage                                           | Bydgoszcz (bis 2009 Łódź davor bis 1999: Toruń) | Kameraarbeit, int.                                                                        |
| 1995 | Przegląd Filmów Górskich im. Andrzeja Zawady         | Lądek-Zdrój                                     | int. Bergfilme                                                                            |
| 1997 | Ogólnopolski Festiwal Filmów Komediowych             | Lubomierz                                       | polnische Komödien                                                                        |
| 1999 | Young European Cinema Festival                       | Toruń                                           | europäische Erstlingsfilme, Studenten- und Kurzfilme                                      |
| 2000 | KAN Festiwal Kina Amatorskiego i Niezależnego        | Breslau                                         | int. Independentfilme                                                                     |
| 2001 | Era Nowe Horyzonty                                   | Sanok / Cieszyn / Breslau                       | neuartige int. Filme                                                                      |
| 2001 | Sopot Film Festival                                  | Sopot                                           | digitale Filme                                                                            |
| 2002 | Festiwal Filmów Komediowych i Niezależnych BAREJAda  | Jelenia Góra                                    | unabhängig produzierte polnische Komödien                                                 |
| 2003 | Ofensiva                                             | Breslau                                         | int. Experimentalfilme                                                                    |
| 2003 | Tofifest International Toruń Film Festival           | Toruń                                           | int. Independentfilme                                                                     |
| 2004 | Jewish Motifs                                        | Warschau                                        | int. Filme zu jüdischen Themen                                                            |
| 2004 | OFF/ON Warsaw                                        | Warschau                                        | europäische Filme                                                                         |
| 2004 | ReAnimacja                                           | Łódź                                            | int. Animationsfilme                                                                      |
| 2005 | Bartoszki Film Festival                              | Tarnobrzeg                                      | int. Amateur- und Independentfilme (Spiel- und Dokumentarfilme)                           |
| 2006 | Euroshorts                                           | mehrere Städte in Polen                         | int. Kurzfilme                                                                            |
| 2006 | Wakacyjne Kadry                                      | Teschen                                         | polnische Spiel- und Dokumentarfilme                                                      |
| 2007 | Fantastik Film Festival                              | Sopot                                           | Sciencefiction-Filme, Horrorfilme, Thriller, Fantasyfilme, Abenteuerfilme (nur Kurzfilme) |
| 2007 | International Festival Dignity and Work              | Danzig                                          | int. Dokumentarfilme zum Thema Würde und Arbeit                                           |
| 2007 | Two Riversides Film and Art Festival                 | Kazimierz Dolny und Janowiec                    | internationale Filme                                                                      |
| 2008 | Off Plus Camera                                      | Krakau                                          | Independentfilm                                                                           |
| 2010 | American Film Festival                               | Breslau                                         | amerikanische Filme                                                                       |
| 2011 | Transatlantyk                                        | Posen                                           | internationale Spiel- und Dokumentarfilme, Filmmusik                                      |